# Vendetta (группа)
Vendetta (рус. Вендетта) — немецкая группа, исполняющая музыку в жанрах трэш-метал, хэви-метал. Vendetta пользовалась большим успехом у слушателей в конце 1980-х годов, однако по большей части в Германии, стране, откуда группа берёт своё начало. Два альбома группы: «Go and Live… Stay and Die» и «Brain Damage» — стали классикой метала своей эпохи благодаря неистовым мелодиям и неумолимой энергии. Довольно быстро музыканты исчерпали себя, и Vendetta распалась, но на рубеже веков было объявлено о её реформировании и начале новой музыкальной деятельности.

## История
Немецкие трэшеры Achim «Daxx» Hömerlein (вокал/гитара), Michael «Micky» Wehner (соло-гитара/вокал), Klaus «Heiner» Ullrich (бас) и Andreas «Samson» Samonil (ударные) объединились для создания Vendetta в 1984 году в городе Швайнфурт, небольшом городке на Майне в Баварии.
Их музыка представляла собой превосходную комбинацию из чистого спид/трэш-метала немецкой закваски и типичных мелодических и изощрённых структур американского метала. Слушая первые два альбома группы в первый раз, невозможно угадать, что будет следующим: неожиданные ускорения, остановки, замедления темпа. Сложность, комплексность песен и их продолжительность заставляют прослушать альбомы не один раз.
После выпуска двух демозаписей, одной в 1985 году под названием System of Death, а другой двумя годами позднее под названием Suicidal Lunacy, Vendetta дебютировали в 1987 году со своим полноформатным альбомом Go and Live… Stay and Die, изданным звукозаписывающей компанией Noise Records, с которой музыкантами был подписан контракт. Этот альбом имеет все вышеописанные характеристики звучания Vendetta. В текстах песен, спетых «Daxx» и «Micky», говорится о социальных проблемах, таких как наркотики, коррупция, насилие, иммиграция, война и политика. Выход альбома сопровождался гастролями по Германии, во время которых Vendetta выступали в компании с Helstar и Tankard.
По окончании тура музыканты отправились в берлинскую студию Musiclab для дальнейшей реализации своих музыкальных идей. В следующем году Vendetta были в дороге уже со вторым альбомом Brain Damage, который также был спродюсирован Harris Johns. По качеству и стилю запись ни в чем не уступала своей предшественнице. На диске господствовал тот же высокотехничный трэш, однако медленных и среднетемповых мест стало немного больше. Альбом продолжает традиции своего предшественника Go and Live… Stay and Die: песни стали ещё более сложными и мелодичными. Альбом также включает песню «Precious Existence», которую можно рассматривать в качестве пауэр-баллады, которые не характерны для Vendetta, но является логическим продолжением музыкального развития участников группы.
Vendetta была очень активной концертирующей группой, выступающей на одной сцене с такими коллективами, как Paradox, Tankard, Exumer и Helstar.
Долгие поиски вокалиста, продолжавшиеся всё это время, не увенчались успехом, и в 1990 году Noise Records решили освободить Vendetta от своих обязанностей, после чего группа быстро распалась. Поддержка прессы также сыграла лишь малую роль в популяризации творчества Vendetta, так как большинство почитателей трэш-метала того времени игнорировали группу, предпочитая больше простую «трэш-метал-молотильню». Также существует мнение, что Noise Records отказались от сотрудничества с музыкантами из-за низкого объёма продаж их записей. После выхода Brain Damage название Vendetta надолго исчезло с музыкального Олимпа. Музыканты вновь объединились в 1998 году и активно дают концерты как и прежде, но с новым составом («Heiner» — единственный член группы из оригинального состава, кроме него в группе участвуют Mario Vogel (вокал), Frank Schölch (гитара), Thomas «Lubber» Krämer (ударные)).
В 2003 году они в новом составе (плюс «Daxx») записали новое демо, состоящее из четырёх песен, под названием Dead People Are Cool. Vendetta гастролировали вместе с Sodom и Fatal Embrace по Германии в сентябре 2005 года. В ноябре 2006 года Vendetta подписали контракт немецким лейблом Metal Axe Records. В следующем году на Metal Axe Records был выпущен третий альбом Vendetta Hate. Альбом был записан на студии SU 2 в Саарбрюккене, где также записывали свои альбомы такие группы, как Autumnblaze, Tomorrows Eve или Powerwolf. С такими песнями, как «Prepare Yourself For Hostility» или «Mother», альбом напоминает времена Brain Damage. Звучание альбома, однако, отличается от звучания своих предшественников, оно стало более современным и агрессивным. Hate наполнен агрессией и необычными песнями, которые без сострадания находят свой путь в мозг слушателя.
Для любителей старой школы трэш-метала на Metal Axe Records были переизданы первые альбомы Vendetta Go And Live… Stay And Die и Brain Damage, в которые также были включены бонусные записи.

## Стиль. Истоки. Влияние
Vendetta из Швайнфурта принадлежали в 1980-х годах к одним из самых неповторимых, оригинальных, инновационных и в то же время недооценённых трэш-метал-групп вообще. Сами музыканты характеризовали свою музыку как «В. А. С. Т. метал» (англ. F.A.S.T. metal), что является сокращением от слов веселье (англ. fun), авангард (англ. avant-garde), скорость (англ. speed) и трэш (англ. thrash), чтобы с самого начала дать понять, что они не подпадают ни под какие распространённые в то время клише о метале и этого не хотят.
С музыкальной и лирической точек зрения Vendetta далеко отстояли от типичной «трэш-метал-молотильни» в Германии того времени и были любимчиками пишущей братии, которая заваливала группу восторженной критикой и охотно рассматривала Vendetta в качестве «немецкой Metallica».

## Дискография
Дискография группы Vendetta насчитывает пять полноформатных альбомов и три демозаписи. Кроме того, был выпущен совместный промосингл с группой Sabbat.

### Демозаписи
- System of Death (1985)
- Suicidal Lunacy (1987)
- Demo (Dead People Are Cool) (2003)

### Студийные альбомы
- Go And Live… Stay And Die (1987)
- Brain Damage (1988)
- Hate (2007)
- Feed the Extermination (2011)
- The 5th (2017)
- Black as Coal (2023)

### Промозаписи и сборники
- A Cautionary Tale / And the Brave Man Fails (1988)

## Состав

### Последний известный состав
- Марио Фогель (Mario Vogel) — вокал
- Франк Шёльх (Frank Schölch) — гитара (Sorrogate, Mystic Alliance)
- Клаус «Хайнер» Ульрих (Klaus «Heiner» Ullrich) — бас, ударные, гитара
- Томас «Луббер» Крэмер (Thomas «Lubber» Krämer) — ударные

### Бывшие участники
- Ахим «Дакс» Хёмерляйн (Achim «Daxx» Hömerlein) — вокал, гитара, бас (Paradox)
- Фрэнк Хеллер (Frank Heller) — гитара (Bloody Climax)
- Майкл «Мики» Венер (Michael «Micky» Wehner) — вокал, гитара (Paradox)
- Андрэас «Самсон» Замонил (Andreas «Samson» Samonil) — ударные, вокал